# Pyrausta bicornutalis
Pyrausta bicornutalis is een vlinder van de familie van de grasmotten (Crambidae). De wetenschappelijke naam van deze soort is voor het eerst voorgesteld door Hans Georg Amsel in een publicatie uit 1956.
De soort komt voor in Venezuela.